# 第10屆金鐘獎
第10屆金鐘獎是1974年台灣廣播、電視業界的年度盛事之一，表揚1974年度傑出的台灣廣播和電視之藝人。
第15屆之前，金鐘獎採事前公佈得獎名單的方式，因此無「入圍名單」。

## 得獎名單
例如之標記為該獎項得獎者。

### 優良電視節目獎

#### 廣告獎
廣播廣告
電視廣告

#### 創新節目
廣播節目
電視節目

## 外部連結
- 63年金鐘獎得獎名單【優良電視節目獎 / 廣告獎】 （页面存档备份，存于）.文化部影視及流行音樂產業局.1974-04-01
- 63年金鐘獎得獎名單【創新節目獎 / 個人技術獎】 （页面存档备份，存于）.文化部影視及流行音樂產業局.1974-04-01
- 63年金鐘獎得獎名單【特別獎 】 （页面存档备份，存于）.文化部影視及流行音樂產業局.1974-04-01
- 63年金鐘獎得獎名單【優良廣播節目獎】 （页面存档备份，存于）.文化部影視及流行音樂產業局.1974-04-01